# Championnat d'Afrique masculin de volley-ball des moins de 23 ans 2014
Navigation
Édition suivante
Le 1er championnat d'Afrique de volley-ball masculin des moins de 23 ans s'est déroulé du 7 au 12 novembre 2014 à Charm el-Cheikh.

## Équipes présentes
- Égypte
- Algérie
- Maroc
- Tunisie
- Rwanda
- Libye

## Compétition

### Poule
| # | Équipe  | Pts | J | G | P | Sp | Sc | Ratio | Pp  | Pc  | Ratio |
| - | ------- | --- | - | - | - | -- | -- | ----- | --- | --- | ----- |
| 1 | Tunisie | 15  | 5 | 5 | 0 | 15 | 1  | 15    | 398 | 282 | 1.411 |
| 2 | Égypte  | 12  | 5 | 4 | 1 | 13 | 3  | 4.333 | 387 | 320 | 1.209 |
| 3 | Algérie | 7   | 5 | 2 | 3 | 8  | 10 | 0.8   | 394 | 405 | 0.973 |
| 4 | Libye   | 5   | 5 | 2 | 3 | 6  | 11 | 0.545 | 357 | 393 | 0.908 |
| 5 | Rwanda  | 3   | 5 | 1 | 4 | 12 | 12 | 1     | 315 | 386 | 0.816 |
| 6 | Maroc   | 3   | 5 | 1 | 4 | 4  | 13 | 0.308 | 338 | 403 | 0.839 |

## Classement final
| Place                       | Équipe  |
| --------------------------- | ------- |
| Médaille d'or, Afrique      | Tunisie |
| Médaille d'argent, Afrique  | Égypte  |
| Médaille de bronze, Afrique | Algérie |
| 4                           | Libye   |
| 5                           | Rwanda  |
| 6                           | Maroc   |

## Distinctions individuelles
- MVP : Elyes Garfi ( TUN)
- Meilleur attaquant : Adam Oueslati ( TUN)
- Meilleur contreur : Mohamed Masoud Adel ( EGY)
- Meilleur serveur : Ahmed Shafik Said ( EGY)
- Meilleur passeur : Khaled Ben Slimene ( TUN)
- Meilleur libero : Peter Bigirimana ( RWA)
- Meilleur réceptionneur : Larbi Hedroug ( ALG)

## Champion
| Championnat d'Afrique de des moins de 23 ans Vainqueur 2014 |
| ----------------------------------------------------------- |
| Tunisie 1er titre                                           |

- Entraîneur :  Riadh Hedhili
- Effectif : Taieb Korbosli (L), Mohamed Brahem, Ousama Mrika, Khaled Ben Slimene, Adam Oueslati, Malek Chekir, Karim Messelmeni, Elyes Garfi, Wassim Ben Tara, Ahmed Guenichi, Mohamed Amine Htira, Mohamed Chaouech Bouraoui.